# American Association of Physical Anthropologists
L’American Association of Physical Anthropologists (en français, « Association américaine des anthropologues [spécialisés en] anthropologie physique ») est une société savante américaine rassemblant des anthropologues américains s'intéressant plus particulièrement au domaine de l'anthropologie physique. Elle se charge en outre de la publication de l'American Journal of Physical Anthropology.

## Histoire de l'association

### Bref historique
L'AAPA est fondée en 1930 sur la proposition en 1928 de la section H (anthropologie) de l'Association Américaine pour l'Avancement des Sciences. Aleš Hrdlička, fondateur de la revue American Journal of Physical Anthropology en sera le premier président, et l'un des 83 membres fondateurs. L'association compte aujourd'hui près de 200 membres.
Si l'association regroupait à l'origine uniquement des spécialistes de l'anthropologie physique, on peut aujourd'hui y trouver des bioanthropologues ainsi que des biologistes.

### Liste des présidents
Sont indiquées ci-dessous les dates d'élections des présidents successifs :
- 1930 : Aleš Hrdlička
- 1932 : Adloph Schultz
- 1934 : Raymond Pearl
- 1936 : Earnest Hooton
- 1938 : Wingate Todd (en)
- 1939 : Robert Terry
- 1941 : William Gregory
- 1945 : Charles Benedict Davenport
- 1946 : Franz Weidenreich
- 1946 : Wilton Krogman (en)
- 1950 : Dale Stewart
- 1952 : Sherwood Washburn
- 1954 : William L. Strauss
- 1956 : Mildred Trotter
- 1958 : Montague Cobb (en)
- 1960 : William Greulich
- 1962 : Carleton Coon
- 1964 : Gabriel Lasker
- 1966 : Stanley Garn (en)
- 1968 : Frederick Hulse (en)
- 1970 : Paul Baker (en)
- 1972 : Alice Brues
- 1974 : Edward Fry
- 1976 : James Spuhler
- 1978 : James Gavan
- 1980 : Willam Pollitzer
- 1982 : Eugene Giles
- 1984 : Francis Johnston
- 1986 : Jane Buikstra (en)
- 1988 : George Armelagos (en)
- 1990 : William Stini
- 1992 : Michael Little
- 1994 : Joyce Sirianni
- 1996 : Jere Haas
- 1998 : Matt Cartmill
- 2000 : Clark Spencer Larsen (en)
- 2002 : Eugenie Scott
- 2004 : Phillip Walker
- 2006 : John Relethford (en)
- 2008 : Fred Smith
- 2010 : Dennis O'Rourke
- 2012 : Lorena Madrigal
- 2014 : Karen Rosenberg
- 2017 : Leslie C. Aiello (en)